# Liste der Baudenkmale in Pragsdorf
In der Liste der Baudenkmale in Pragsdorf sind alle denkmalgeschützten Bauten der Gemeinde Pragsdorf (Mecklenburg-Vorpommern) und ihrer Ortsteile aufgelistet. Grundlage ist die Veröffentlichung der Denkmalliste des Landkreises Mecklenburgische Seenplatte (Auszug) vom 20. Januar 2017.

## Baudenkmale nach Ortsteilen

### Pragsdorf
| ID  | Lage    | Bezeichnung             | Beschreibung | Bild           |
| --- | ------- | ----------------------- | ------------ | -------------- |
| 921 | (Karte) | Kirche mit              |              | Weitere Bilder |
| 921 |         | Feldsteinmauer          |              |                |
| 921 |         | Grabstelle August Bader |              |                |

### Georgendorf
| ID  | Lage         | Bezeichnung            | Beschreibung | Bild |
| --- | ------------ | ---------------------- | ------------ | ---- |
| 358 | Dorfstraße 3 | Scheune und            |              |      |
| 358 | Dorfstraße 3 | Stallscheune           |              |      |
| 359 |              | Friedhof mit           |              |      |
| 359 |              | Portal,                |              |      |
| 359 |              | Glocke,                |              |      |
| 359 |              | Grabstelle Schultz und |              |      |
| 359 |              | Grabmal Kohrt          |              |      |

## Quelle
- Karte der Baudenkmale im Geoportal des Landkreises